# Diecezja Itapipoca
Diecezja Itapipoca (łac. Dioecesis Itapipocana; port. Diocese de Itapipoca) – jedna z 214 diecezji obrządku łacińskiego w Kościele katolickim w Brazylii w stanie Ceará ze stolicą w Itapipoca. Ustanowiona diecezją 13 marca 1971 bullą papieską Qui summopere przez Pawła VI. Biskupstwo jest sufraganią archidiecezji Fortaleza oraz należy do regionu kościelnego Nordeste 1.

## Biskupi
- Biskup diecezjalny: bp Rosalvo Cordeiro de Lima (od 2020)
- Biskup senior: bp Benedito Francisco de Albuquerque (od 2005)
- Biskup senior: bp Antônio Roberto Cavuto OFMCap (od 2020)